# Raggdvärgmussling
Raggdvärgmussling (Resupinatus trichotis) är en svampart som först beskrevs av Christiaan Hendrik Persoon, och fick sitt nu gällande namn av Rolf Singer 1961. Enligt Catalogue of Life ingår Raggdvärgmussling i släktet Resupinatus,  och familjen Tricholomataceae, men enligt Dyntaxa är tillhörigheten istället släktet Resupinatus,  och familjen Resupinataceae. Arten är reproducerande i Sverige. Inga underarter finns listade i Catalogue of Life.